# クラウドセントリック
クラウドセントリック株式会社（英: Cloud Centric Corporation）は、東京都港区に本社を置き、クラウド上で情報システムの設計・開発、及び移行を担う、三菱電機グループのクラウドインテグレーターである。設立初期の現在はAmazon Web Services（AWS）専業としてスタートしている。

## 沿革
2023年4月に三菱電機インフォメーションシステムズ株式会社（略称 MDIS）と株式会社スカイアーチネットワークスの共同出資により設立された。
トップレベルのクラウド技術者集団として、設立後5年間でクラウドエンジニア100名規模の採用・育成を目指しており、そのために、社員の成長に最適化された組織風土・社内制度・育成プログラム・運営スタイルを確立し、三菱電機グループを始めとする製造業や金融機関など大手顧客へのコンサルティングや大規模プロジェクトでの実践を通じて専門性を高められる環境をクラウド技術者に提供するとしている。
その後、2024年５月に株式会社スカイアーチネットワークスがIBMに買収されたのに伴い、株式譲渡により三菱電機インフォメーションシステムズ株式会社の100%子会社に移行した。
2025年4月には、三菱電機グループのIT事業の再編・分社化により三菱電機インフォメーションシステムズ株式会社が三菱電機デジタルイノベーション株式会社（略称 MEDigital）に統合されたのに伴い、同社の100%子会社となった。

## オフィス
設立時は、東京都港区虎ノ門3丁目の株式会社スカイアーチネットワークスの本社内にオフィスを設け、株式会社スカイアーチHRソリューションズ（現クラウドビルダーズ株式会社）などスカイアーチグループ各社から運営ノウハウを取り入れながら事業を立ち上げた。
その後、株式会社スカイアーチネットワークスとの資本関係の解消に伴い、近隣のWeWork KDX虎ノ門1丁目にオフィスを移転した。国内外のWeWorkの各拠点でのリモートワークなども取り入れながら、多様かつフレキシブルな働き方を指向している。

## コミュニティ活動・情報発信活動
エンジニアには、JAWS-UGをはじめとするコミュニティイベントでの登壇や自社ブログなどによる情報発信を奨励しており、報奨制度がある。また、JAWS DAYSやJAWS FESTAなどのイベントにおいてサポーター企業として協賛を行っている。

## 資格・認定
エンジニアには、AWSの資格取得を奨励しており、教材利用費用や受験費用を会社が負担したり、資格保有者には資格手当を支給するなどの制度がある。
2023年11月にはAWS Select Tier Service Partnerに認定された。2024年9月にはAWS 100 APN Certification Distinctionに認定された。2024年６月には所属エンジニア３名が2024 Japan AWS All Certifications Engineersに選出された。2025年6月には所属エンジニア6名が2025 Japan All AWS Certifications Engineersに選出、さらに所属エンジニア1名が2025 Japan AWS Jr. Championsに選出された。
なお、2025年4月の三菱電機グループのIT事業の再編に伴い、三菱電機株式会社がAWSアドバンストティア・サービスパートナーの認定を取得しており、クラウドセントリック株式会社もその認定の対象に含まれている。